# 메르세데스-벤츠 OM639 엔진
메르세데스-벤츠 OM639 엔진(영어: Mercedes-Benz OM639 engine)은 미쓰비시 자동차공업과 협력하여 메르세데스-벤츠에서 2004년부터 2009년까지 생산했던 3기통 직렬 디젤 엔진이다.

## 디자인
OM639 엔진은 4기통 OM640 엔진을 기반으로 하며 이중 매스 플라이휠, 배기가스 재순환 및 유로4 배출 표준 준수를 특징으로 한다.스마트 및 미쓰비시 모델에 사용된 샌드위치 바닥 설계로 인해 전방 차축 뒤에 가로로 장착되고 60도 기울어져 있다. 정면 충돌시 엔진이 실내로 들어가지 않고 바닥 판 아래로 미끄러진다.